# Damo Suzuki
Kenji Suzuki (鈴木健二 Suzuki Kenji,  født 16. januar 1950 i Japan, død 9. februar 2024), kendt som Damo Suzuki (ダモ鈴木), var en sanger bedst kendt for sit medlemskab af den tyske krautrockgruppe Can.

## Biografi
Da Malcolm Mooney forlod Can efter de havde indspillet deres første album Monster Movie, mødte Holger Czukay og Jaki Liebezeit Suzuki, der sang på en gade i München, mens de to sad udenfor på en gadecafe. De inviterede ham til at være med i gruppen, hvilket han kom.
Suzuki var med Can fra 1970 til 1973 og indspillede et antal velansete album såsom Tago Mago, Future Days og Ege Bamyasi. Suzukis første vokalpræstationer med Can var "Don't Turn the Light On, Leave Me Alone" fra Soundtracks. Hans frie måde, ofte improviserede tekster, sunget i intet bestemt sprog passede ind i Cans rullende, psykedeliske lyd.
Suzuki konverterede til Jehovas Vidner, da han giftede sig med sin tyske kæreste, som var et Jehovas vidne. Dette var efter udgivelsen af albummet Future Days, og han trak sig tilbage fra musikken i 1974.
Han vendte dog tilbage til musik i 1983 og ledte Damo Suzuki's Network.